# Maaßener Gaipel

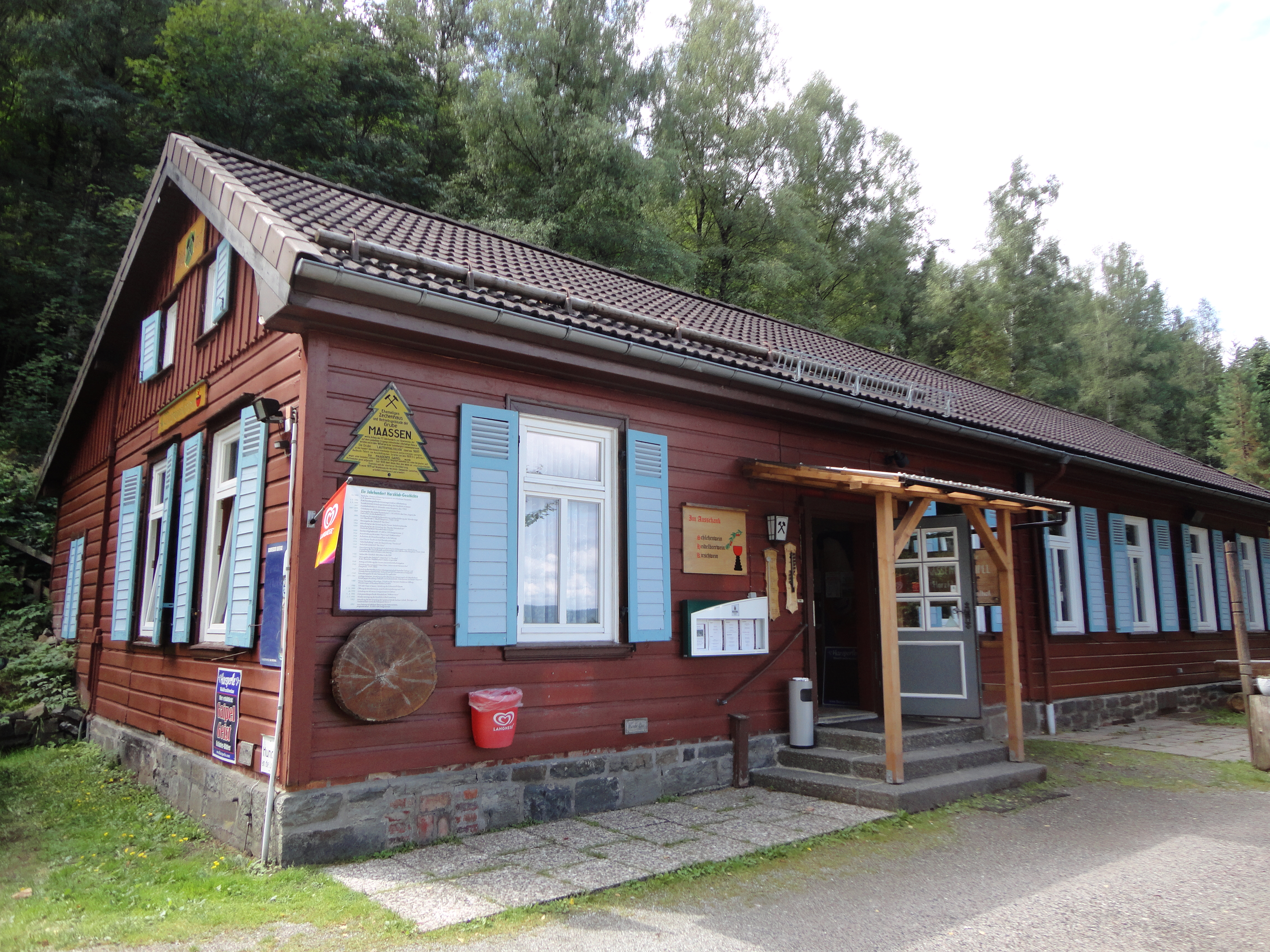
Heutiges Gaststättengebäude, erbaut 1924

Der Maaßener Gaipel ist eine Ausflugsgaststätte am Nordosthang des Kranichsberges auf 420 m ü. NN oberhalb der Bergstadt Lautenthal im Harz. Der Name geht auf die Tagesanlagen des Maaßener Treibeschachtes zurück, der sich unmittelbar östlich des Lokals befand. Gaipel ist eine im Oberharz gebräuchliche Bezeichnung für ein Schachtgebäude (Treibehaus) und geht auf den (Pferde-)Göpel zurück, mit dessen Hilfe früher Schachtförderungen und Wasserhaltungsmaschinen angetrieben wurden. Maaßen steht für die Grube Zweite, Dritte, Vierte, Fünfte und Sechste Maß nach der Sachsenzeche. Maß (oder Maaß, Maas bzw. Mas) ist eine Längenangabe für ein Grubenfeld und beträgt im Oberharzer Bergbau 28 Lachter entsprechend 53,8 Metern.
Die Gaststätte wurde 1924 auf Initiative des Harzklubs auf dem ehemaligen Schachtgelände eingerichtet. Schon Jahrzehnte davor war der Zechenplatz wegen der Aussicht auf die Bergstadt und das Tal der Laute ein beliebtes Ausflugsziel von Spaziergängern.

## Geschichte

### Bergbau

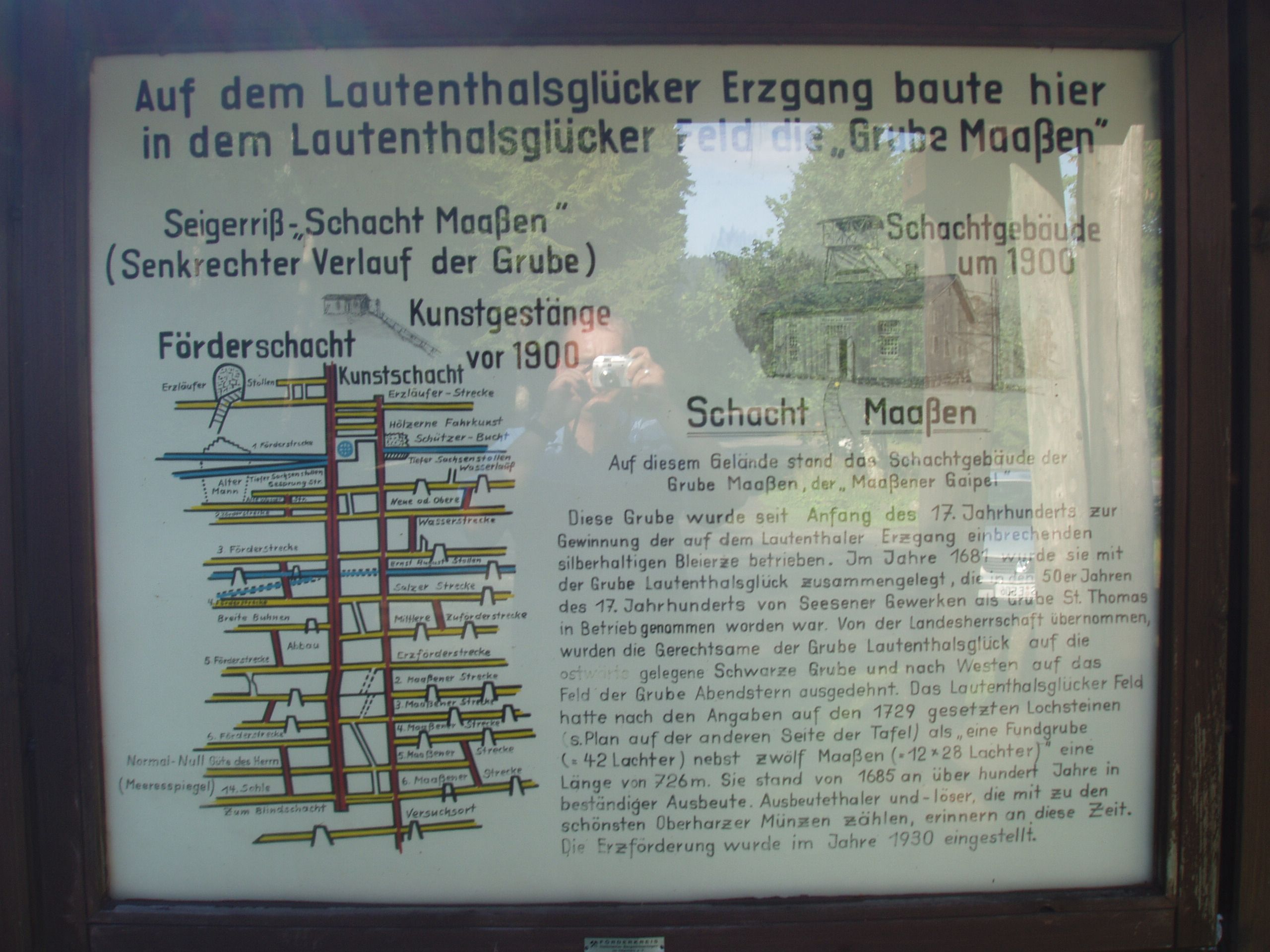
Schautafel am Maaßener Treibeschacht in der Nähe der Waldgaststätte Maaßener Gaipel

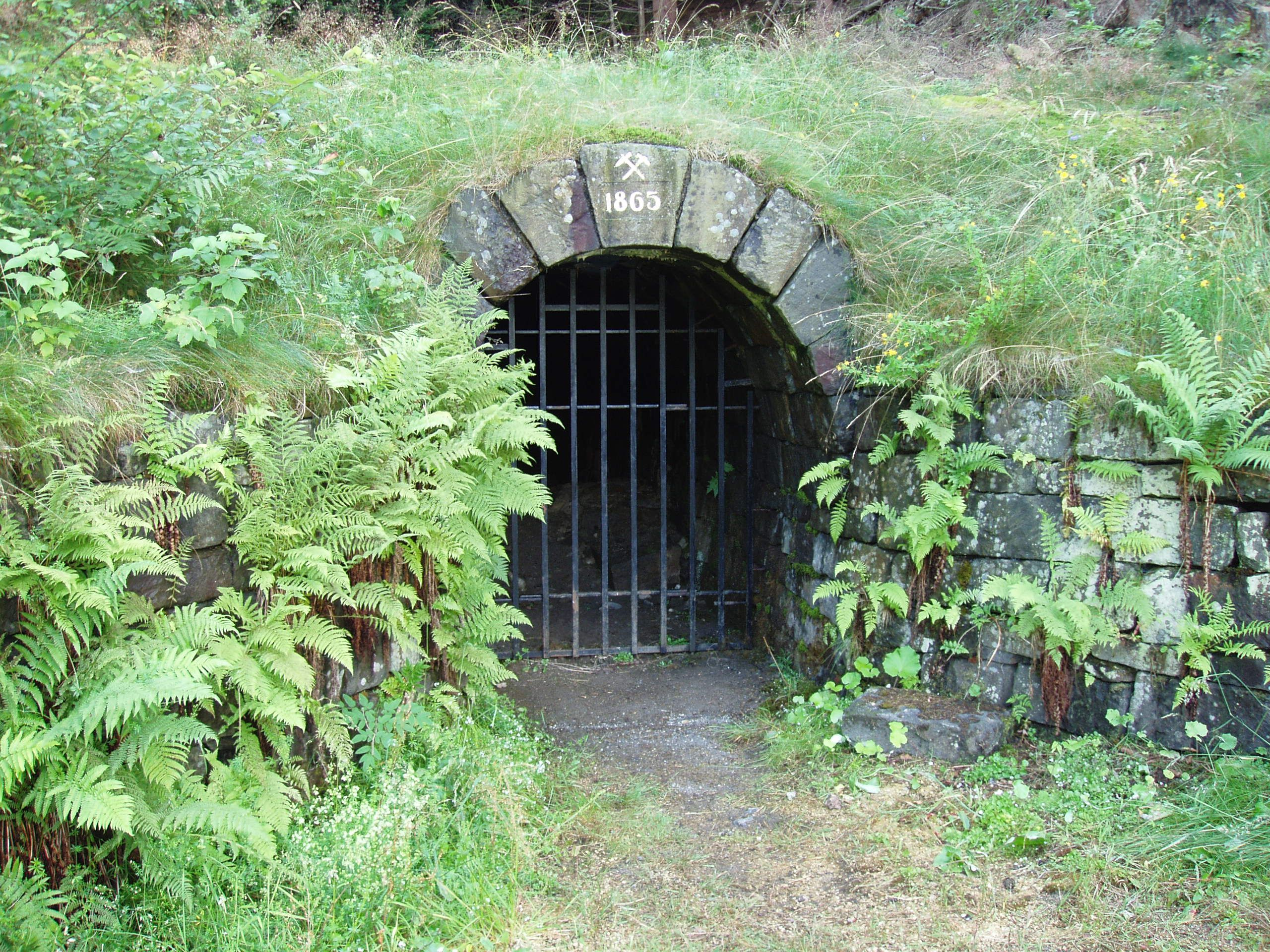
Mundloch des Erzläuferstollens über den das Erz vom Maaßener Treibschacht zur Aufbereitung gelangte.

Erstmals wurde die Grube 2., 3., 4., 5. und 6. Maß 1622 erwähnt. Vor 1676 wurde sie in Grube St. Thomas umbenannt und 1681 ging das Bergwerk in der Grube Lautenthals Glück auf.
Seit 1720 dienten der Maaßener Treibeschacht und der Maaßener Kunstschacht (= Wasserhaltungsschacht) der Grube Lautenthals Glück der Förderung bzw. der Wasserhaltung. Damals waren beide Schächte sogenannte Blindschächte und traten nicht zu Tage aus. Der Treibeschacht verfügte seit 1718 über eine Kehrradfördermaschine. Von 1842 bis 1844 wurde der Treibeschacht bis über Tage hochgebrochen. In der Folgezeit entstanden das Schachtgebäude und die weiteren Übertageanlagen. Das Kehrrad lag 29 Höhenmeter unterhalb des Schachtes und rund 70 Meter in nördlicher Richtung entfernt. Es wurde über den Oberen Richtschachter Graben mit Aufschlagwasser gespeist. Das ehemalige Kehrrad der Blindförderung befand sich noch etwa weitere 40 Meter tiefer in einer untertägigen Radstube. Im Maaßener Kunstschacht existierte eine doppelte Fahrkunst für das Ein- und Ausfahren der Bergleute in die Grube Lautenthals Glück. Diese und die Pumpen für die Wasserhaltung wurden durch insgesamt vier „inwendige“ (unterirdische) Kunsträder angetrieben, die ihr Aufschlagwasser über den noch heute sichtbaren Maaßener Wasserlauf erhielten.
Mit dem Abteufen eines neuen zentralen Förderschachtes in den Jahren 1905 bis 1909 verloren die alten Maaßener Schächte ihre Bedeutung. Der Treibeschacht wurde ab 1908 verfüllt und die Schachtfördereinrichtungen bis 1920 abgebrochen. Der Kunstschacht diente noch bis zur Einstellung des Bergbaus 1930 als Wetterschacht.

### Gaststätte

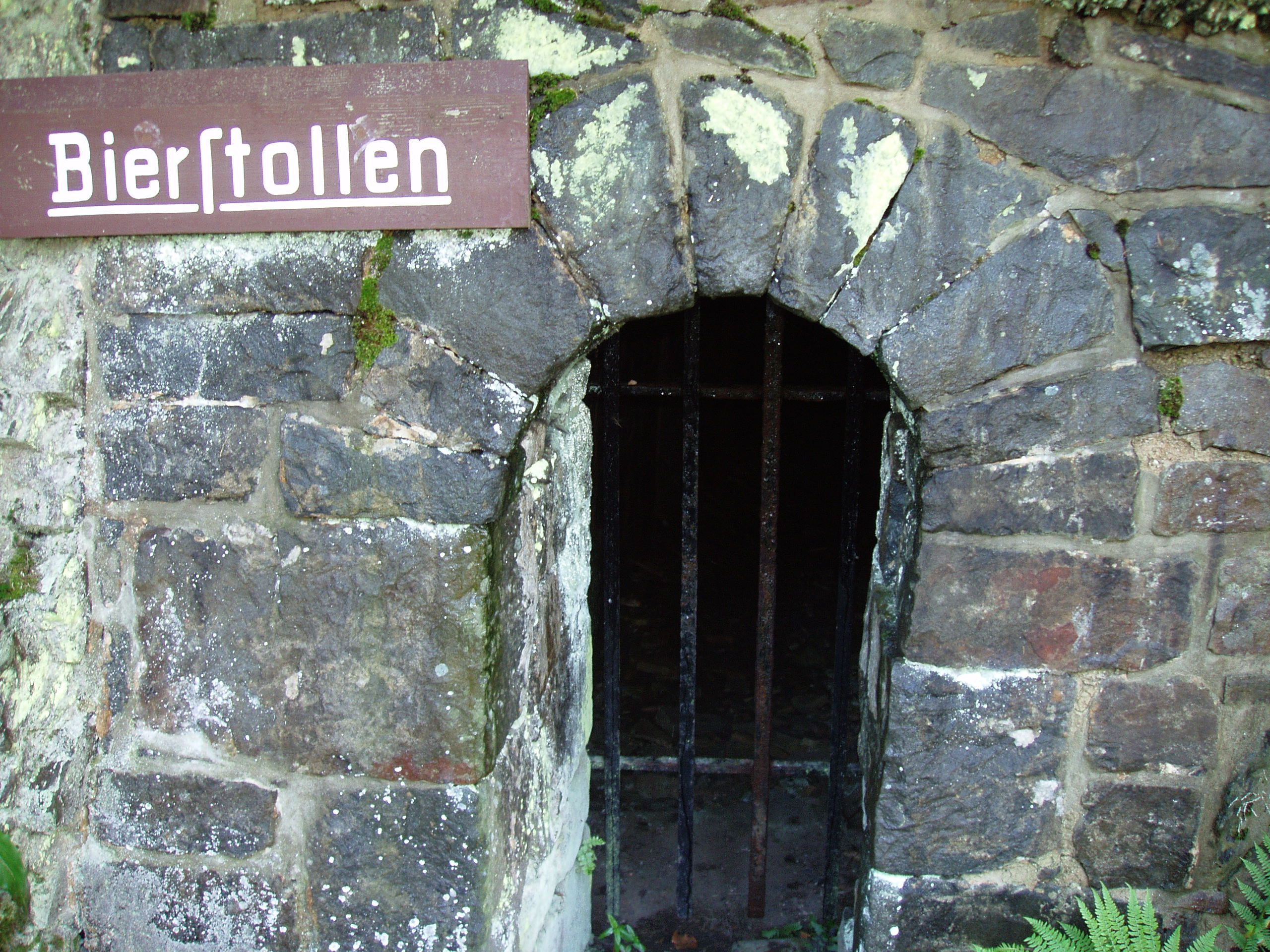
Mundloch eines alten Bergwerksstollens am Maaßener Treibschacht. Dieser diente der Gaststätte als Getränkekeller (Bierstollen).

Da das Zechengelände schon in früherer Zeit durch Wanderer besucht wurde, wurde in den 1860er Jahren auf der Halde ein kleiner Garten mit Sitzgelegenheiten angelegt. Der Anschläger des Schachtes versorgte die Besucher mit heißem Wasser zum Aufbrühen des mitgebrachten Kaffees. Als nach 1920 die bergbaulichen Anlagen verschwunden waren, drohte der Verlust dieses beliebten Ausflugszieles. So hatten der damalige Vorsitzende des Harzklub-Zweigvereins, Forstmeister Quickert und der Bergrat Barry die Idee, anstelle des einstigen Maaßener Gaipels eine Gaststätte zu bauen. Mit gespendeten Bauholz und ehrenamtlichen Helfern wurde von 1924 bis 1925 eine kleine Waldschänke errichtet, die unter der Regie des Harzklubs bewirtschaftet wurde. Um eine drohende Schließung aufgrund baulicher Mängel abzuwenden, wurde von 1976 bis 1978 der Gastraum und die Küche modernisiert sowie Sanitäranlagen eingerichtet. In den 1980er-Jahren erwarb der Harzklub das Bergwerksgelände von 14 Hektar Größe von der Preussag AG Metall.
Die Gaststätte ist als Stempelstelle Nr. 107 in das System der Harzer Wandernadel einbezogen.

## Ursprüngliches Aussehen der Bergbauanlagen und heutige Spuren

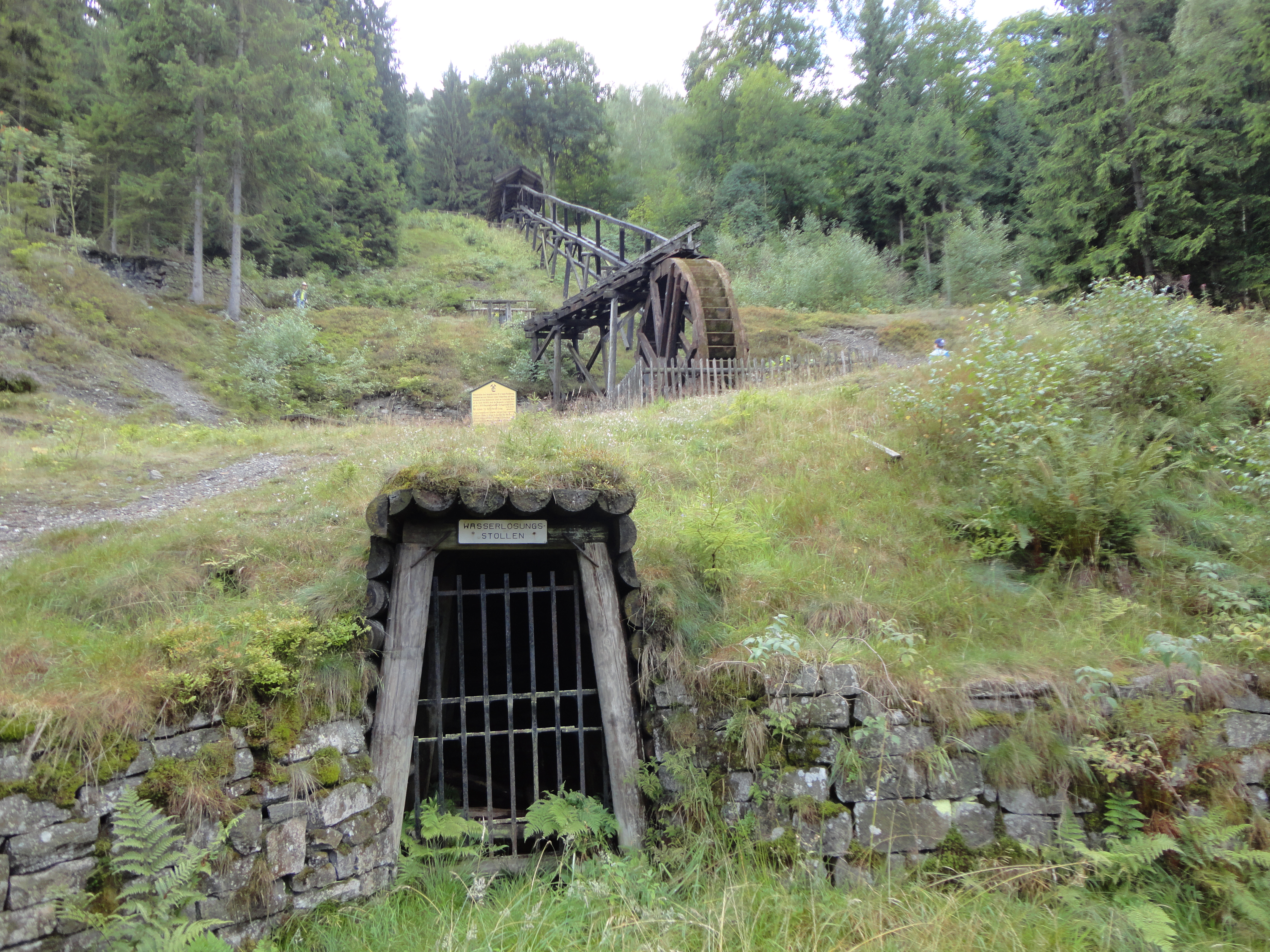
Nachbau eines Kunstrades mit Feldgestänge am Standort des ehemaligen Kehrrades

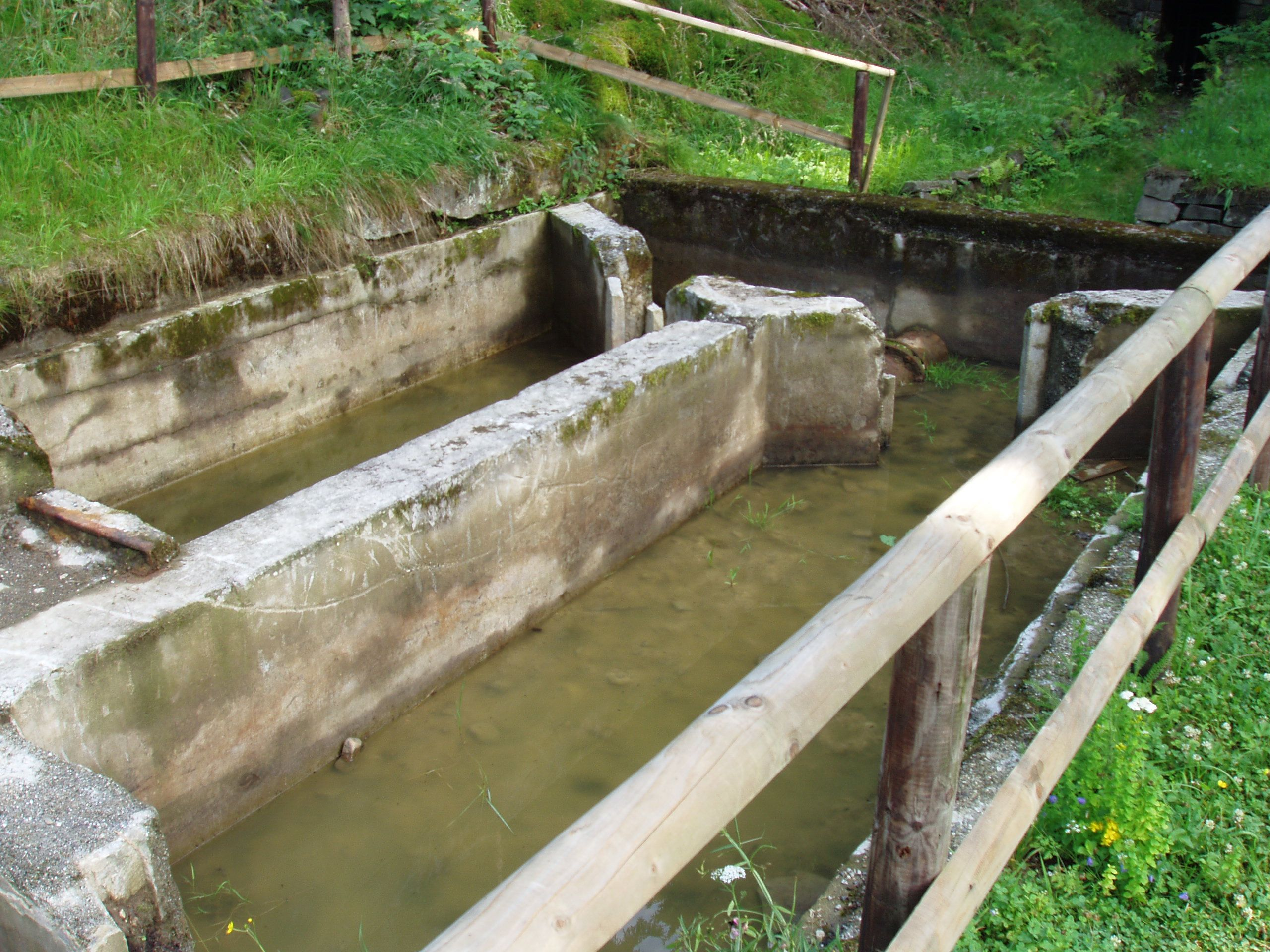
Sandfang hinter dem Maaßener Wasserlauf im Hintergrund ist das Mundloch erkennbar.

Auf einer Postkarte von 1918 ist das Aussehen des ursprünglichen Gaipelgebäudes dargestellt. Das Schachtgebäude war ein einfaches, zweigeschossiges Holzhaus mit flachem Satteldach. Aus dem Dach ragte ein niedriges, stählernes Fördergerüst mit Fachwerküberbau über den Seilscheiben, die das vom Kehrrad kommende Förderseil in die tonnlägige Schachtröhre umlenkten. In der Giebelwand waren Öffnungen für die Durchführung des Steuergestänges des Wasserrades, das den Hang hinunterlief. Aus dem Tor in der Traufseite kam das Fördergleis heraus.
Hinter dem Schachthaus im Abhang lag das Mundloch eines Stollens, der später unter dem Namen „Bierstollen“ von der Gaststätte als Getränkekeller benutzt wurde.
Östlich des heutigen Gaststättengebäudes hat der „Bergwerks- und Geschichtsverein Bergstadt Lautenthal von 1976 e.V.“ von 1992 bis 1998 das Funktionsmodell eines Kunstgezeuges aufgestellt, um an die ursprüngliche Funktion des Geländes zu erinnern. Das Kunstrad im Maßstab von 1:2 mit sechs Metern Durchmesser befindet sich unweit der Stelle, wo sich einst das Kehrrad des Maaßener Treibeschachtes drehte.
Neben dem Bierstollen steht im Zusammenhang mit dem Lautenthaler Bergbaulehrpfad das Modell eines Holzausbaus.
Im Umfeld der Waldgaststätte weisen einige Schautafeln (u. a. Dennert-Tannen) auf die Bergbaugeschichte hin.